# Matthew Shipp
Matthew Shipp (Wilmington, 1960. december 7. –) amerikai dzsesszzongorista, zeneszerző, zenekarvezető. A kortárs dzsessz legjelentősebb zongoristáinak egyike.

## Pályakép
Shipp ötéves korától tanult zongorázni, tizenkétéves korától érdeklődött a dzsessz iránt. A University of Delawaron tanult, majd a New England Conservatory of Music-ra járt, ahol Ran Blake tanítványa volt.
Shipp a David S. Ware Quartet tagja volt, majd saját kvartettet alakított Rob Brown szaxofonossal, William Parker basszusgitárossal, és Whit Dickey dobossal. Shipps első saját lemezeit Henry Rollins 2.13.61 kiadó jelentette meg.

## Albumok

### Zenekarvezető
- 1996: By the Law of Music
- 1998: Gravitational Systems
- 2002: Nu Bop
- 2003: Good and Evil Sessions
- 2003: Antipop vs. Matthew Shipp
- 2008: Cosmic Suite
- 2012: Elastic Aspects
- 2013: Greatest Hits (Thirsty Ear)
- 2015: The Uppercut: Live at Okuden
- 2016: Jungle Live at Okuden
- 2016: The Darkseid Recital
- 2016: Bobby Kapp & Matthew Shipp: Cactus
- 2017:Toxic: This Is Beautiful Because We Are Beautiful People
- 2018: Matthew Shipp & Roscoe Mitchell: Accelarated Projection
- 2018: Daniel Carter / William Parker / Matthew Shipp: Seraphic Light [Live at Tufts University]
- 2019: Matthew Shipp Trio: Signature, mit Michael Bisio és Newman Taylor Baker
- 2019: Gordon Grdina, Matthew Shipp, Mark Helias: Skin and Bones
- 2020: Matthew Shipp String Trio: Symbolic Reality (Rogue Art)
- 2020: John Butcher / Thomas Lehn / Matthew Shipp: The Clawed Stone
- 2021: Matthew Shipp & Evan Parker: Leonine Aspects
- 2021: Whit Dickey / William Parker / Matthew Shipp: Village Mothership
- 2021: Matthew Shipp, Gerald Cleaver, Allen Lowe & Kevin Ray: Cool with That
- 2022: Daniel Carter, Matthew Shipp, William Parker, Gerald Cleaver: Welcome Adventure! Vol. 2

### Szólózongora
- 1995: Symbol Systems
- 2001: Songs
- 2013: Piano Sutras
- 2014: I’ve Been to Many Places
- 2017: Invisible Touch at Taktlos Zürich
- 2020: The Piano Equation (Tao Forms)

### Trió
- Matthew Shipp: zongora
- Michael Bisio: nagybőgő
- Whit Dickey: dob